# Argopus brevis
Argopus brevis es un coleóptero de la familia Chrysomelidae. Fue descrita en 1859 por Allard.